# 13 à table !
Pour les articles homonymes, voir Treize à table (homonymie).
13 à table ! sont des recueils de nouvelles publiés annuellement, à partir de fin 2014, au profit des Restos du Cœur.

## Histoire
En 2014, les éditions Pocket s'associent avec toute la chaîne du livre afin de proposer un ouvrage publié au profit des Restaurants du Cœur. Le projet est entièrement bénévole. Sur la couverture du livre, on peut alors lire « 1 livre acheté = 3 repas distribués », précisant les bénéfices reversés à l'association. Le premier opus est publié le 6 novembre 2014. Il a permis de distribuer près de 1 400 000 repas, soit plus que l'objectif initial d'un million de repas. Lors de la reconduction du fascicule, sorti le 5 novembre 2015, dit édition 2016, on peut lire cette fois sur la couverture du livre « 1 livre acheté = 4 repas distribués ».
Depuis, chaque année, un nouveau recueil est édité. Tous les ans la thématique est différente : « Le repas » pour 2015, « Frère et sœur » pour 2016, « L'anniversaire » pour 2017, « L'amitié » pour 2018, « La fête » pour 2019, « Le voyage » pour 2020, « Un premier amour » pour 2021.

## 13 à table! (2015)
Le recueil est composé de treize nouvelles, chacune d'un auteur différent. Le thème commun pour ces nouvelles est « Le repas ». Chaque auteur imagine une histoire à partir de cela, dans des styles bien différents. Le repas est ainsi plus ou moins présent en fonction des nouvelles. Il est l'élément central de certaines (Olympe et Tatan, Nulle, nullissime en cuisine !), un simple élément déclencheur pour d'autres (Fantôme, La Part de Reine), voire complètement absent (Dissemblance).
Bien que le thème du repas soit le point commun des trames, de nombreuses nouvelles incluent une référence à la mort. La plupart des personnages y sont confrontés : soit celle de proches (Mange le dessert d'abord, Jules et Jim, Le Parfait, La Part de Reine, Gabrielle), soit directement la leur (Maligne, Dissemblance, Fantôme), voire y échappent de justesse (Langouste blues).

### Nouvelles et auteurs
- Olympe et Tatan de Françoise Bourdin
- Maligne de Maxime Chattam
- Nulle, nullissime en cuisine ! d'Alexandra Lapierre
- Un petit morceau de pain d'Agnès Ledig
- Mange le dessert d'abord de Gilles Legardinier
- Une initiative de Pierre Lemaitre
- Dissemblance de Marc Levy
- Fantôme de Guillaume Musso
- Jules et Jim de Jean-Marie Périer
- Le Parfait de Tatiana de Rosnay
- La Part de Reine d'Éric-Emmanuel Schmitt
- Gabrielle de Franck Thilliez
- Langouste blues de Bernard Werber

## 13 à table! (2016)
Cette fois, le recueil comporte douze nouvelles, la treizième personne à table devant être le lecteur. Les nouvelles s'articulent toutes autour du thème : « Frère et sœur ».

### Nouvelles et auteurs
- Cent balles de Françoise Bourdin
- La Seconde Morte de Michel Bussi
- Ceci est mon corps, ceci est mon péché de Maxime Chattam
- Frères Coen de Stéphane De Groodt
- La Main sur le cœur de François d'Épenoux
- Aleyna de Karine Giebel
- Tu peux tout me dire de Douglas Kennedy
- Fils unique d'Alexandra Lapierre
- Karen et moi d'Agnès Ledig
- La Robe bleue de Nadine Monfils
- Le Premier Rom sur la Lune de Romain Puértolas
- Jumeaux, trop jumeaux de Bernard Werber.

## 13 à table! (2017)
Le thème commun aux nouvelles du recueil de 2017 est « L'anniversaire ». C'est le styliste Jean-Charles de Castelbajac qui a illustré la couverture.

### Nouvelles et auteurs
- Un joyeux non-anniversaire de Françoise Bourdin
- Le Chemin du diable de Maxime Chattam
- Cent ans et toutes ses dents de François d'Épenoux
- Le voila ton cadeau de Caryl Férey
- J'ai appris le silence de Karine Giébel
- Tu mens, ma fille ! d'Alexandra Lapierre
- Le soleil devrait être au rendez-vous dimanche d'Agnès Ledig
- Accords nus de Marc Levy
- Merci la maîtresse de Agnès Martin-Lugand
- L'Échange ou les Horreurs de la guerre de Bernard Minier
- Les 40 ans d'un fakir de Romain Puértolas
- Fuchsia de Yann Queffélec
- Lasthénie de Franck Thilliez.

## 13 à table! (2018)
Le thème commun aux nouvelles du recueil de 2018 est « L'amitié ». Ce thème est illustré sur la couverture par Sempé.

### Nouvelles et auteurs
- Tant d'amitié de Françoise Bourdin
- Je suis Li Wei de Michel Bussi
- L'Anomalie de Maxime Chattam
- Mon cher cauchemar d'Adélaïde de Clermont-Tonnerre
- Œil pour œil de François d'Épenoux
- Best-seller d'Éric Giacometti et Jacques Ravenne
- L'Escalier de Karine Giebel
- Amitiés égyptiennes de Christian Jacq
- Pyrolyse d'Alexandra Lapierre
- Bande décimée de Marcus Malte
- Le Monde est petit d'Agnès Martin-Lugand
- L'incroyable stylo Bic quatre couleurs de Benjamin Bloom de Romain Puertolas
- Zina de Leïla Slimani

## 13 à table! (2019)
C'est le thème de « La fête », illustré sur la couverture par Plantu, qui relie les quatorze nouvelles de ce recueil,.

### Nouvelles et auteurs
- L'Apparition de Philippe Besson
- Laissée-pour-compte de Françoise Bourdin
- Le Point d'émergence de Maxime Chattam
- Big Real Park, que la fête commence de François d'Épenoux
- Nuit d'ivresse d'Éric Giacometti et Jacques Ravenne
- Dans les bras des étoiles de Karine Giebel
- Une vie, des fêtes de Philppe Jaenada
- Bulles amères d'Alexandra Lapierre
- La Crémaillère d'Agnès Martin-Lugand
- Je suis longtemps restée une clématite de Véronique Ovaldé
- Les Cochons de Karl Lagerfeld de Romain Puértolas
- Trouble-fête de Tatiana de Rosnay
- La Fête des voisins de Leila Slimani
- Le Goût des fraises sauvages d'Alice Zeniter

## 13 à table! (2020)
« Le voyage » est le thème commun aux 16 nouvelles de ce sixième recueil paru le 7 novembre 2019. Esther, la petite fille créée par Riad Sattouf, illustre la couverture qu'il a réalisée.

### Nouvelles et auteurs
- La Fin de l'été de Philippe Besson
- La croisière ne s'amuse pas de Françoise Bourdin
- Dorothée de Michel Bussi
- Chelly de Adeline Dieudonné
- Voyage en novlangue de François d'Épenoux
- Le Regard de Méduse d'Éric Giacometti et Jacques Ravenne
- Les Hommes du soir de Karine Giebel
- Un BriBri à 300 kilomètre/heure de Philppe Jaenada
- Le Beignet de Yasmina Khadra
- Le Voyage de ma vie d'Alexandra Lapierre
- Un voyage dans le temps d'Agnès Martin-Lugand
- Une parfaite soirée de Nicolas Mathieu
- N'en déplaise aux modernes de Véronique Ovaldé
- Le Dernier Voyage de l'impératrice de Camille Pascal
- Qui veut la vie de Romain Puértolas de Romain Puértolas
- Je t'emmène de Leila Slimani

## 13 à table! (2021)
Le thème des nouvelles de l'édition 2021 est « Un premier amour ». C'est à nouveau Esther dont les sentiments amoureux sont illustrés par des cœurs rouges qui illustre la couverture créée par Riad Sattouf.

### Nouvelles et auteurs
- Hier, à la même heure de Tonino Benacquista
- Un film de Douglas Sirk de Philippe Besson
- N'a-qu'un-œil de Françoise Bourdin
- Big Crush ou le Sens de la vie de Maxime Chattam
- Une belle vie avec Charlie de Jean-Paul Dubois
- 1973, 7e B de François d'Épenoux
- Le correspondant autrichien d'Alexandra Lapierre
- Des lettres oubliées d'Agnès Martin-Lugand
- Mon premier amour de Véronique Ovaldé
- L'Amour volé de Romain Puértolas
- Le premier sera le dernier d'Éric Giacometti et Jacques Ravenne
- Une si jolie nuit de Olivia Ruiz
- Heureux au jeu de Leila Slimani
- Un train d'avance de Franck Thilliez

## 13 à table! (2022)
Le thème des quinze nouvelles de l'édition 2022, parue le 4 novembre 2021, est « Meilleurs souvenirs de vacances ». Ce thème est illustré sur la couverture par Riad Sattouf.

### Nouvelles et auteurs
- Le Fugitif, de Tonino Benacquista
- Un faire-valoir, de Françoise Bourdin
- Souvenirs d'enfance, de Marina Carrère d'Encausse
- Dag Hammarskjöld, de Jean-Paul Dubois
- On ne joue plus, de François d'Épenoux
- L'Ascension, de Karine Giebel
- Les Étés, de Marie-Hélène Lafon
- L'Abat-Jour cramoisi du Vieux Sémaphore, d'Alexandra Lapierre
- Poulet rôti à l'origan frais et au citron, de Cyril Lignac
- Le Coup de folie des vacances, d'Agnès Martin-Lugand
- La Nuit de juillet, d'Étienne de Montety
- Petite Vacance, de François Morel
- Martine, de Romain Puértolas
- Génie et Magnificent, de Tatiana de Rosnay
- La Chambre verte, de Leïla Slimani

## 13 à table! (2023)
Le thème des dix nouvelles de l'édition 2023, parue le 3 novembre 2022, est « La planète et moi ». Ce thème est illustré sur la couverture par Riad Sattouf et préfacé par Thomas Pesquet.

### Nouvelles et auteurs
- La Binette, de Françoise Bourdin
- Les Vertiges du vide, de Marina Carrère d'Encausse
- La mèche est dite, de François d'Épenoux
- Lobo, de Karine Giebel
- La planète et moi et moi et moi, de Raphaëlle Giordano
- Ma planète à moi, de Alexandra Lapierre
- Ne jetez rien, cuisinez tout !, de Cyril Lignac
- Le Choix du monde, de Agnès Martin-Lugand
- Les Encapuchonnés, de Romain Puértolas
- C'est ainsi que l'orange continue de bleuir, de Mohamed Mbougar Sarr

## 13 à table! (2024)
Cette dixième édition du recueil parue le 2 novembre 2023 a pour thème « J'ai dix ans ». Elle est dédiée à Françoise Bourdin qui a publié régulièrement des nouvelles dans 13 à table ! jusqu'à sa mort le 25 décembre 2022. Elle contient quinze nouvelles avec une préface de Romain Colucci et sa couverture est illustrée par Riad Sattouf.

### Nouvelles et auteurs
- La fin de l'enfance, de Philippe Besson
- J"ai dix ans… demain de Michel Bussi
- 22. de Maxime Chattam
- 69, année fatidique de François d'Épenoux
- Ceci est mon journal intime de Lorraine Fouchet
- Chloé de Karine Giebel
- On n'est pas de machines de Raphaëlle Giordano
- Garçon Crépon de Philippe Jaenada
- Les Escarpins, un conte de Noël de Alexandra Lapierre
- Cake marbré au chocolat de Cyril Lignac
- Où en serions-nous aujourd'hui ? de Agnès Martin-Lugand
- L'Appartement de Romain Puértolas
- Aranéide de Tatiana de Rosnay
- Le Portail de Leïla Slimani
- Le Miroir de Franck Thilliez

## 13 à table! (2025)
Cette onzième édition du recueil de nouvelles parue le 7 novembre 2024 a pour thème « Dans le même bateau ». Elle contient 14 nouvelles et est illustrée par Catherine Meurisse.

### Nouvelles et auteurs
- Le Bateau d'Alice de Sandrine Collette
- La Traversée de la vie de Lorraine Fouchet
- Octobre de Karine Giebel
- « Tous dans le même bateau » de Raphaëlle Giordano
- La Maison d'Orient de Christian Jacq
- Samedi soir de Marie-Hélène Lafon
- « Eh bien, nagez maintenant ! » de Alexandra Lapierre
- Les Voyageurs de Marc Levy
- Mon Bateau blanc ou l'Histoire d'un naufrage  de Marcus Malte
- On ne savait pas comment vous le dire... de Agnès Martin-Lugand
- Le Coup de bôme de Étienne de Montety
- Sur le même bateau de François Morel
- Banlieue-Trecking de Romain Puértolas
- Victor de Jacques Ravenne